# In My Life
In My Life és una cançó escrita per John Lennon i Paul McCartney que va aparèixer per primer cop a l'àlbum Rubber Soul de The Beatles, comercialitzat en el Regne Unit a finals del 1965. Ha rebut diversos premis, com el de la millor cançó de tots els temps per la revista Mojo (any 2000) o el lloc número 23 de les "millors cançons de la història" per la revista Rolling Stone, entre d'altres.
John Lennon hi parla de la seva infància; en la versió original descriu la línia d'autobús que agafava a Liverpool, fent referència a llocs que veia pel camí, com Penny Lane o Strawberry Field, que després inspirarien altres cançons. Lennon trobava aquesta versió massa sentimental i nostàlgica, de manera que juntament amb McCartney la va tornar a escriure, reemplaçant certs records personals per una meditació generalitzada sobre seu passat.
Aquest títol i el d'Eleanor Rigby són les dues úniques cançons dels Beatles en les que Lennon i McCartney es van disputar en vida l'autoria total o parcial de lletres i músiques.
El 2005 Lluís Gavaldà va enregistrar una versió de la cançó per El disc de la Marató, sobre el títol de "A la meva vida". Va ser la primera versió autoritzada en català d'una cançó de the Beatles.